# 程德玄
程德玄（?—?），字禹锡，郑州荥泽（今荥阳市东）人。
精通医术。赵光义還是晉王时，為其押衙，程德玄是赵光义的心腹。太祖去世當晚，宋皇后立即命宦官王继恩去召皇子趙德芳入宫。王继恩徑行跑去召晋王，見程德玄正坐在开封府內。程德玄後與赵光义、王继恩三人冒着風雪赶往宫中，不久王继恩称遗诏迎太宗即位。宋太宗即位，拜翰林使，不久擔任刺史，深得宠信。淳化三年（992）改怀州团练使，知邯州。
景德初卒。有子程继宗。

## 延伸阅读
[在维基数据编辑]
 《宋史·卷309》，出自脱脱《宋史》